# FM (gruppo musicale canadese)
Gli FM sono un gruppo musicale canadese, formatosi a Toronto nel 1976.

## Storia
Inizialmente, la band era costituita solo da due membri, Cameron Hawkins e Nash The Slash. Nel 1977 si unì il batterista Martin Deller. Il trio compose, lo stesso anno, il primo lavoro in studio, Black Noise. Distribuito in edizioni limitate, l'album divenne, col tempo, un'opera apprezzata da tutta la comunità rock. La rivista Rolling Stone, nel 2015, lo ha inserito tra i dischi prog più belli di sempre.
La formazione canadese ottenne buoni riscontri commerciali con i successivi Direct to Disc e Surveillance. In entrambi i lavori Nash The Slash fu sostituito da Ben Mink.
Dal sesto album, Tonight, vennero estrapolati cinque brani per il film Venerdì 13 parte VII - Il sangue scorre di nuovo.
Nel 2015, dopo la morte del leader Nash The Slash, la band si riformò per registrare l'ultimo lavoro, Trasformation.

## Formazione
Attuale (2015 - in corso)
- Cameron Hawkins - voce, tastiere
- Paul DeLong - batteria, percussioni
- Edward Bernard - viola
- Aaron Solomon - violino

## Discografia
Album studio
- Black Noise (1977)
- Direct to Disc (1978)
- Surveillance (1979)
- City of Fear (1980)
- Con-Test (1985)
- Tonight (1987)
- Transformation (2015)